# イゾルデ・コストナー

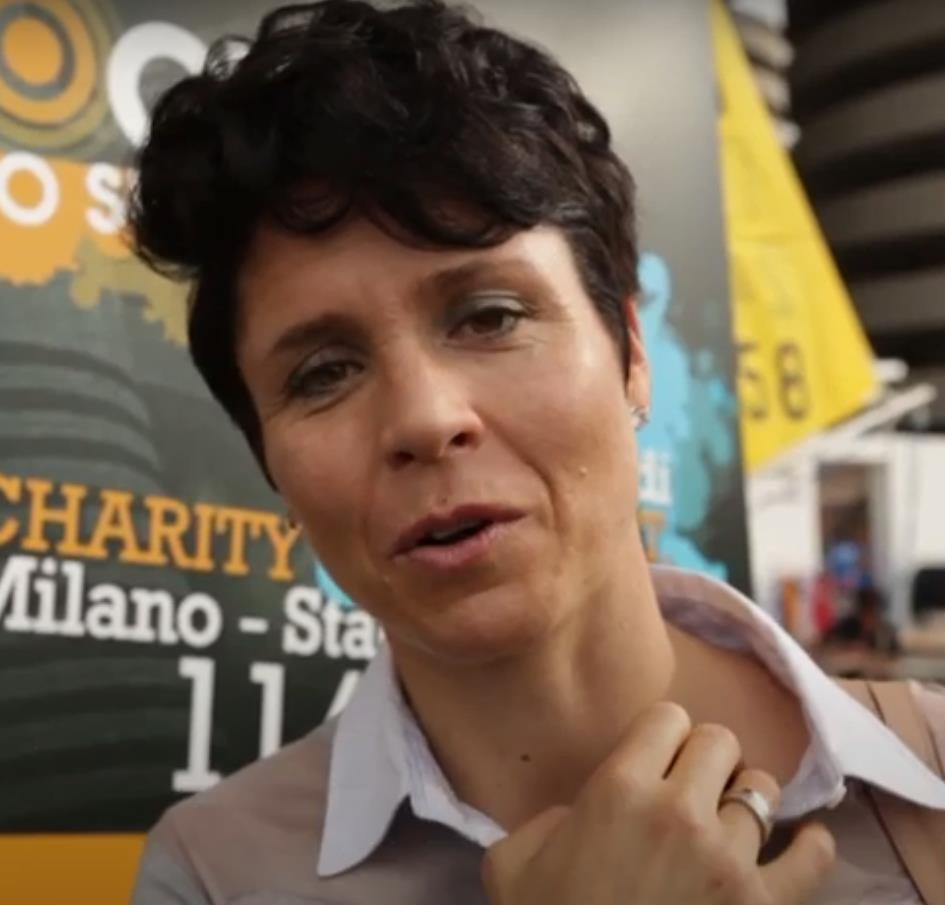
イゾルデ・コストナー

イゾルデ・コストナー（Isolde Kostner、1975年3月20日 ボルツァーノ - ）は、イタリアの元アルペンスキー選手。滑降、スーパー大回転の高速系種目を得意とした。

## 経歴
1993年のアルペンスキージュニア世界選手権スーパー大回転で優勝、1994年1月29日に滑降でアルペンスキー・ワールドカップ初優勝した。
オリンピックではリレハンメルオリンピック(1994年)で、二つの銅メダル、ソルトレークシティオリンピック(2002年)で、銀メダルを獲得した。イタリア選手団の旗手も務めた。
アルペンスキー世界選手権では1996年と1997年の2度スーパー大回転で優勝している。ワールドカップ通算15勝（2位18回、3位18回）。総合では1995-1996シーズンと1999-2000シーズンの4位が最高で、種目別滑降では優勝が2回(2000-2001、2001-2002)ある。
トリノオリンピック(2006年)直前に妊娠を発表し、競技の一線から引退した。閉会式に花嫁姿で登場し、聖火を消す役目を果たした。なお、同大会でイタリア選手団の旗手を務めた女子フィギュアスケート選手カロリーナ・コストナーは、従妹にあたる。